# Lijst van Bazelaars
Deze lijst van Bazelaars is een chronologisch gesorteerde lijst van mensen die in de Zwitserse stad Bazel zijn geboren.

## Geboren in Bazel

### Voor 1800

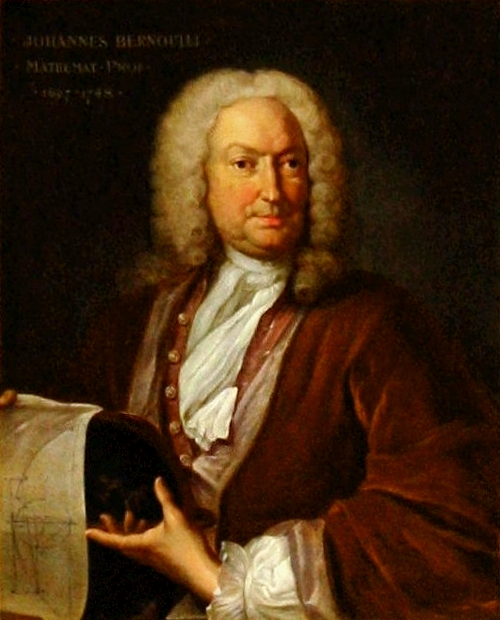
Wiskundige Johan Bernoulli (1667-1748)

- Ludwig Senfl (ca. 1486-1542 of -43), Zwitsers-Duits componist
- Jakob Bernoulli (1654-1705), wis- en natuurkundige
- Johann Bernoulli (1667-1748), wiskundige
- Nikolaus I Bernoulli (1687-1759), wiskundige
- Leonhard Euler (1707-1783), wiskundige

### 1800–1849
- Jacob Burckhardt (1818-1897), geschiedkundige
- August Stähelin (1812-1886), ondernemer, spoorwegbestuurder en politicus
- Arnold Böcklin (1827-1901), schilder, tekenaar, graficus en beeldhouwer
- Achilles Thommen (1832-1893), spoorwegingenieur
- Édouard Noetzlin (1848-1935), bankier

### 1850–1899
- Karl Bohny (1856-1928), militair arts en kolonel
- Sophie Arnold-Zurbrügg (1856-1939), arbeidersactiviste, feministe en politica
- Emilie Louise Frey (1869-1937), arts
- Johann Jakob David (1871-1908), ontdekkingsreiziger, bergbeklimmer, mijningenieur, zoöloog en publicist
- Elisabeth Bernoulli (1873-1935), pionier in de Zwitserse abstinentiebeweging voor vrouwen
- Frieda Albiez (1876-1922), Duits-Zwitsers maatschappelijk werkster
- Beatrice Rohner (1876-1947), vluchtelingenhelpster
- Marie Margaretha Anklin (1878-1916), lerares, violiste en bibliothecaresse
- Anna Keller (1879-1962), lerares, feministe en schrijfster
- Anton Jaeck (1882-1942), wielrenner
- Dora Schmidt (1985-1985), Duits-Zwitsers ambtenaar
- Karl Barth (1886-1986), theoloog
- Hannes Meyer (1889-1954), architect
- Alice Eckenstein (1890-1984), hulpverleenster in de Eerste Wereldoorlog
- Aaron Pollitz (1896-1977), voetballer
- René Matthes (1897-1967), componist, dirigent en slagwerker
- Paul Schmiedlin (1897-1981), voetballer

### 1900–1909
- Marc Allégret (1900-1973), Frans filmregisseur
- Maria Aebersold (1908-1982), schrijfster en vertaalster
- Donald Brun (1909-1999), grafisch kunstenaar

### 1910–1919
- Hulda Autenrieth-Gander (1913-2006), feministe
- Hans-Peter Tschudi (1913-2002), politicus
- Iris von Roten (1917-1990), advocate, redactrice, feministe en schrijfster
- Éléonore Hirt (1919-2017), Frans actrice

### 1920–1929
- Luny Unold (1920-2010), kunstschaatsster
- Susanna Woodtli (1920-2019), historica en feministe
- Lore Berger (1921-1943), schrijfster
- Alice Ceresa (1923-2001), Zwitsers-Italiaanse journaliste, schrijfster en vertaalster
- Alex Müller (1927-2023), natuurkundige en Nobelprijswinnaar (1987)
- Heidi Abel (1929-1986), mannequin en radio- en televisiepresentatrice

### 1930–1939
- Simone Chapuis-Bischof (1931-2023), onderwijzeres, redactrice en feministe
- Werner Leimgruber (1934-2025), voetballer
- Jeanette Attiger-Suter (1938-1987), advocate, rechter en politica

### 1940–1949

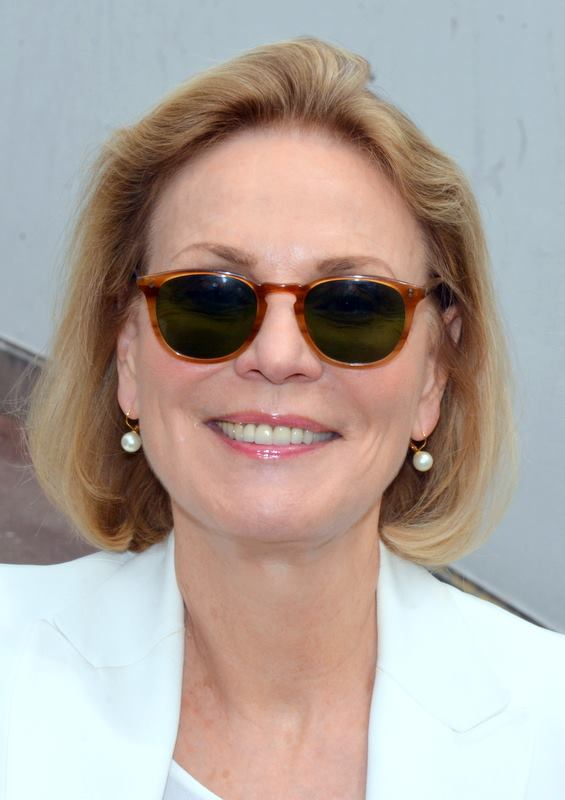
Actrice Marthe Keller (1945)

- René Rhinow (1942), hoogleraar en politicus
- Peter Zumthor (1943), architect
- Marthe Keller (1945), actrice

### 1950–1959
- Sander van Herk (1956), Nederlands gitarist
- Stefan Mutter (1956), wielrenner
- Anita Fetz (1957), bestuurder en politica

### 1960–1969
- Beat Jans (1964), politicus, lid van de Bondsraad
- Natascha Badmann (1966), triatlete en duatlete
- David Brandes (1968), Duits-Zwitsers songwriter en producer
- Baldur Brönnimann (1968), Zwitsers dirigent

### 1970–1979
- Rutger Le Poole (1971), Nederlands musical- en stemacteur
- Murat Yakin (1974), voetballer
- Hakan Yakin (1977), voetballer
- Patty Schnyder (1978), tennisster
- Alexander Frei (1979), voetballer

### 1980–1989
- Roger Federer (1981), tennisser
- Marco Streller (1981), voetballer

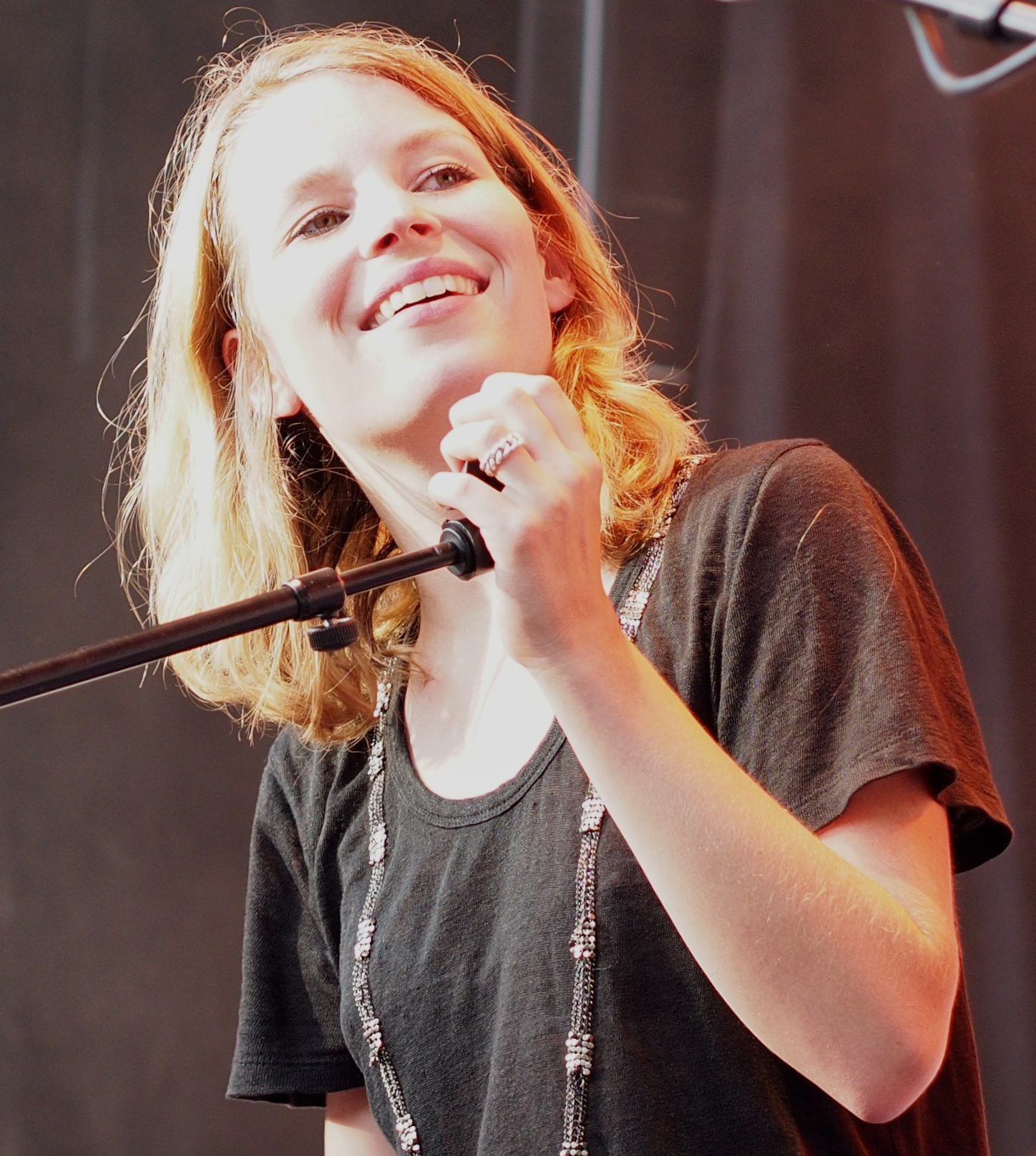
Zangeres Anna Rossinelli (1987)

- Lea Schwer (1982), beachvolleyballer
- Anna Rossinelli (1987), zangeres
- Eren Derdiyok (1988), voetballer

### 1990–1999
- Taulant Xhaka (1991), voetballer
- Granit Xhaka (1992), voetballer
- Albian Ajeti (1993), voetballer
- Arlind Ajeti (1993), voetballer
- Miloš Veljković (1995), Servisch voetballer
- Eray Cömert (1998), voetballer
- Lara Marti (1999), voetbalster

### Vanaf 2000
- Zoë Më (2000), zangeres

(Wanneer de nationaliteit niet wordt genoemd gaat het om een Zwitserse of Zwitser.)